# Wojciech Jaruzelski
Wojciech Witold Jaruzelski (Kurów, 6 de julho de 1923 – Varsóvia, 25 de maio de 2014) foi um general militar polonês (polaco), político e líder de facto da República Popular da Polônia de 1981 a 1989. Foi o Primeiro-Secretário do Partido Operário Unificado Polaco entre 1981 e 1989, o que o tornou o último líder da República Popular da Polônia. Serviu como primeiro-ministro de 1981 a 1985, Presidente do Conselho de Estado de 1985 a 1989 e brevemente como Presidente da Polônia de 1989 a 1990, quando o cargo de presidente foi restaurado após 37 anos. Foi também o último comandante-chefe do Exército Popular Polonês, que em 1990 se tornou as Forças Armadas Polonesas.
Nascido na nobreza polonesa em Kurów, no leste (então centro) da Polônia, Jaruzelski foi deportado com sua família para a Sibéria pelo NKVD após a invasão da Polônia. Designado para trabalhos forçados na região selvagem da Sibéria, ele desenvolveu fotoceratite que o forçou a usar óculos de sol protetores pelo resto da vida. Em 1943, Jaruzelski juntou-se ao recém-criado Primeiro Exército Polonês e lutou ao lado dos soviéticos contra a Alemanha Nazista na Frente Oriental, principalmente na libertação de Varsóvia e na Batalha de Berlim. Após o Outubro Polaco e a expatriação do Marechal Konstantin Rokossovsky de volta à União Soviética, Jaruzelski tornou-se o principal oficial político do Exército Popular Polaco e, eventualmente, Ministro da Defesa em 1968.
Jaruzelski tornou-se o Primeiro-Secretário do Partido Operário Unificado Polaco e líder da Polônia após o breve mandato de um ano de Stanisław Kania. O antecessor de Kania, Edward Gierek, deixou a Polônia gravemente endividada ao aceitar empréstimos de credores estrangeiros e a economia do país quase entrou em colapso quando Jaruzelski se tornou chefe de estado. À medida que a Polônia caminhava para a insolvência, o racionamento foi aplicado devido à escassez de bens básicos, o que apenas contribuiu para a tensa situação social e política. O declínio das condições de vida e de trabalho provocou a ira entre as massas e fortaleceu o sentimento anticomunista; a União do Solidarność também estava a ganhar apoio, o que preocupava o Comitê Central Polaco e a União Soviética, que viam o Solidarność como uma ameaça ao Pacto de Varsóvia. Temendo uma intervenção soviética semelhante às da Hungria (1956) e da Tchecoslováquia (1968), Jaruzelski impôs a lei marcial na Polônia em 13 de Dezembro de 1981 para esmagar a oposição anticomunista. A junta militar, o toque de recolher e as restrições de viagens duraram até 22 de julho de 1983.
Em meados da década de 1980, a censura perdeu a sua importância e a autoridade do Partido Operário Unificado desintegrou-se, permitindo mais liberdade de expressão na Polônia. Durante as revoluções de 1989 na Europa Central e Oriental, Jaruzelski apoiou a mudança de governo em benefício do país e renunciou após o Acordo da Mesa Redonda Polaca, que levou a eleições multipartidárias na Polônia. Ele serviu brevemente como Presidente da Polônia, mas não exerceu nenhum poder real e, nas eleições presidenciais polacas de 1990, Lech Wałęsa sucedeu-o como o primeiro Presidente eleito em votação popular.
Jaruzelski continua a ser uma figura controversa na Polônia hoje; ele foi elogiado por permitir a transição pacífica para a democracia. No entanto, foi duramente criticado pelos seus contemporâneos por instigar a lei marcial, durante a qual milhares de ativistas da oposição foram presos sem acusações definidas, e por outras violações dos direitos humanos.

## Biografia
Wojciech Witold Jaruzelski nasceu em 6 de julho de 1923 em Kurów,  em uma família da pequena nobreza polonesa.   Ele era filho de Wanda (nascida Zaremba) e Władysław Mieczysław Jaruzelski, um agrônomo com formação tcheca e soldado voluntário que lutou na guerra contra a Rússia Soviética em 1920   e foi criado na propriedade da família perto de Wysokie (em nas proximidades de Białystok).  De 1933 a setembro de 1939, foi educado em uma escola católica em Varsóvia, onde recebeu educação religiosa rigorosa.  
A Segunda Guerra Mundial começou em 1 de setembro de 1939 com a invasão da Polónia pela Alemanha, auxiliada pela invasão soviética da Polônia dezesseis dias depois. Estas resultaram na derrota completa da Polônia em Outubro e numa divisão entre zonas de controlo soviéticas e alemãs. Jaruzelski e sua família fugiram para a Lituânia para ficar com alguns amigos. No entanto, alguns meses depois, após a Lituânia e os outros estados bálticos terem sido incorporados à força na União Soviética, Jaruzelski e a sua família foram capturados pelo Exército Vermelho e designados para deportação para a Sibéria.  
Em junho de 1941, foram despojados de seus bens valiosos e deportados. Na estação ferroviária, Jaruzelski foi separado do pai, que foi enviado diretamente para um gulag. Jaruzelski e sua mãe foram enviados em uma viagem de um mês para Biysk, Krai de Altai. Depois disso, Jaruzelski caminhou 180km para Turochak, onde foi responsável pela limpeza florestal.   Durante seu trabalho laboral, ele foi acometido de cegueira pela neve, sofrendo danos permanentes nos olhos e nas costas.  Sua condição ocular o forçou a usar óculos escuros na maior parte do tempo pelo resto da vida, o que se tornou sua marca registrada.  O pai de Jaruzelski morreu em 4 de junho de 1942 de disenteria; sua mãe e irmã sobreviveram à guerra (ela morreu em 1966).

## Carreira militar

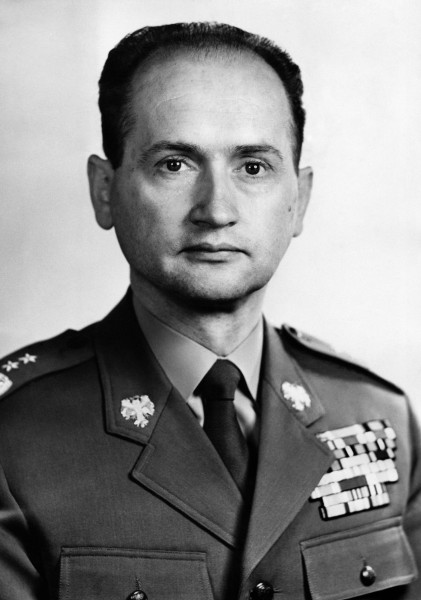
Jaruzelski em 1968

Jaruzelski foi selecionado pelas autoridades soviéticas para matrícula na Escola Soviética de Treinamento de Oficiais.  Durante seu tempo na República do Cazaquistão, Jaruzelski queria se juntar ao exército exilado polonês não controlado pelos soviéticos, liderado por Władysław Anders,  mas em 1943,  época em que a União Soviética estava lutando na Europa contra a Alemanha na Frente do Leste, ele se juntou às unidades do exército polonês que estavam sendo formadas sob o comando soviético.  Ele serviu neste Primeiro Exército Polonês controlado pelos soviéticos durante a guerra.  Ele participou da tomada militar soviética de Varsóvia em 1945 e da Batalha de Berlim.  Quando a guerra terminou naquele ano, ele ganhou o posto de tenente.  Ele "se creditou ainda mais aos olhos soviéticos"  ao se envolver em combate contra o Exército da Pátria Polonês não-comunista, de 1945 a 1947. 
Após o fim da guerra, Jaruzelski formou-se na Escola Superior de Infantaria Polonesa e depois na Academia do Estado-Maior.  Ele se juntou ao Partido Comunista da Polônia, o Partido Operário Unificado Polaco, em 1948  e tornou-se um informante da Diretoria Principal de Informação do Exército Polonês, supervisionada pela União Soviética, usando o nome falso Wolski.  Nos primeiros anos do pós-guerra, ele esteve entre aqueles que lutaram contra os anticomunistas poloneses ("soldados amaldiçoados") na região de Świętokrzyskie. Um perfil da BBC News sobre Jaruzelski afirma que sua carreira "decolou após a partida [da Polônia] em 1956 do marechal soviético nascido na Polônia, Konstantin Rokossovsky",  que havia sido comandante-em-chefe e ministro da Defesa da Polônia.  Jaruzelski foi eleito membro do Comitê Central do Partido   e tornou-se o Diretor Político das forças armadas polonesas em 1960, seu chefe de gabinete em 1964; e Ministro da Defesa polonês em 1968,  sucedendo neste último cargo ao marechal Marian Spychalski perseguido nos anos 1948-1956, embora sem o posto. 

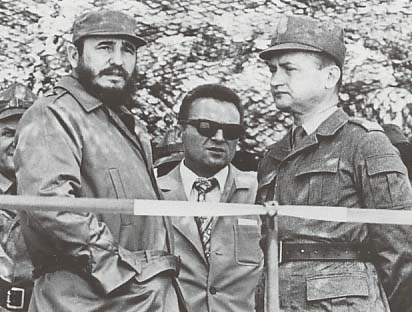
Jaruzelski (à direita) com Fidel Castro (à esquerda) na Polônia, maio de 1972

Em agosto de 1968, Jaruzelski, como ministro da defesa, ordenou que o 2º Exército comandado pelo general Florian Siwicki (do "LWP") invadisse a Tchecoslováquia, resultando na ocupação militar do norte da Tchecoslováquia até 11 de novembro de 1968, quando sob suas ordens e acordos com a União Soviética. União suas tropas polonesas foram retiradas e substituídas pelo Exército Soviético. Em 1970, ele esteve envolvido na conspiração bem-sucedida contra Władysław Gomułka, que levou à nomeação de Edward Gierek como secretário-geral do Partido Operário Unificado Polaco. Há alguma dúvida se ele participou na organização da repressão brutal dos trabalhadores em greve; ou se as suas ordens aos militares comunistas levaram a massacres nas cidades costeiras de Gdańsk, Gdynia, Elbląg e Szczecin. Como Ministro da Defesa, o General Jaruzelski foi o responsável final por 27.000 soldados utilizados contra civis desarmados.  Ele afirma que foi contornado, por isso nunca se desculpou pelo envolvimento.  Jaruzelski tornou-se candidato a membro do Politburo do Partido, o principal órgão executivo do partido, obtendo adesão plena no ano seguinte. 

## Líder do governo militar polonês

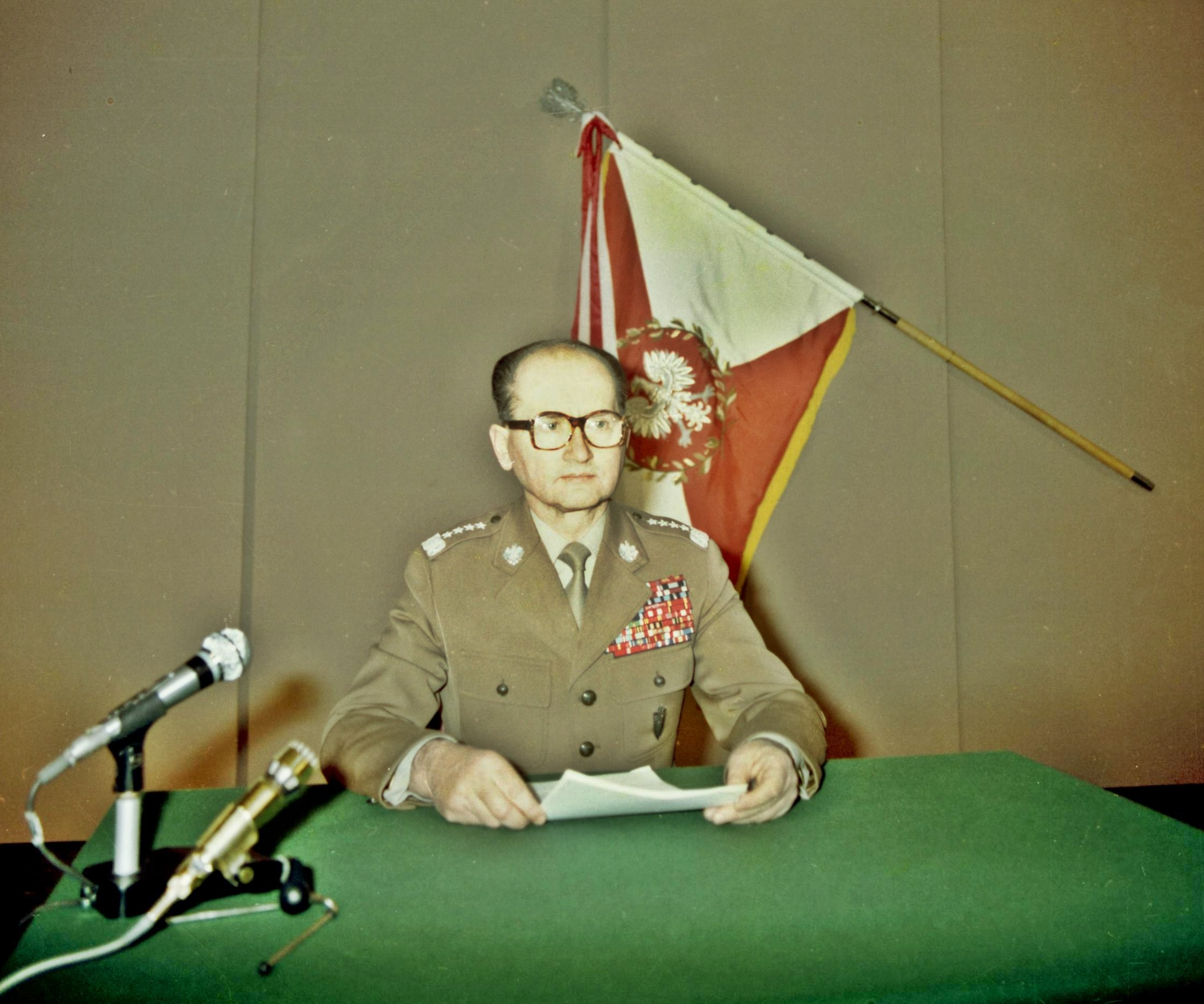
Jaruzelski em um estúdio de televisão, preparando-se para anunciar a imposição da lei marcial, 1981

Em 11 de fevereiro de 1981, Jaruzelski foi nomeado Presidente do Conselho de Ministros (Primeiro-ministro). Em 18 de outubro, Stanisław Kania foi destituído do cargo de Primeiro -do Comitê Central do Partido Operário Unificado Polaco depois que um dispositivo de escuta o gravou criticando a liderança soviética. Jaruzelski foi eleito seu sucessor, tornando-se o único soldado profissional a se tornar líder de um partido comunista europeu no poder.  
Quinze dias depois de assumir o poder, Jaruzelski reuniu-se com o chefe do Solidarność Lech Wałęsa, e com o bispo católico Józef Glemp, e deu a entender que queria trazer a igreja e o sindicato para uma espécie de governo de coligação. No entanto, a sua intenção era esmagar o Solidarność.  Já em Setembro, quando ainda era apenas primeiro-ministro, reuniu-se com os seus assessores para encontrar uma desculpa para impor a lei marcial.  Em 13 de dezembro, citando supostas gravações de líderes do Solidarność planejando um golpe, Jaruzelski organizou seu próprio golpe ao proclamar a lei marcial.  Foi formado um Conselho Militar de Salvação Nacional, com Jaruzelski como presidente. Um perfil de Jaruzelski na BBC News afirma que o estabelecimento da lei marcial foi "uma tentativa de suprimir o movimento Solidarność". 
Segundo Jaruzelski, a lei marcial era necessária para evitar uma invasão soviética.  Numa entrevista ao Der Spiegel em maio de 1992, Jaruzelski disse: "Dada a lógica estratégica da época, provavelmente teria agido da mesma forma se fosse um general soviético. Naquela época, os interesses políticos e estratégicos soviéticos estavam ameaçados."  No entanto, numa conferência de imprensa em Setembro de 1997, Viktor Kulikov, antigo comandante supremo das forças do Pacto de Varsóvia, negou que a União Soviética tivesse ameaçado ou pretendido intervir. 

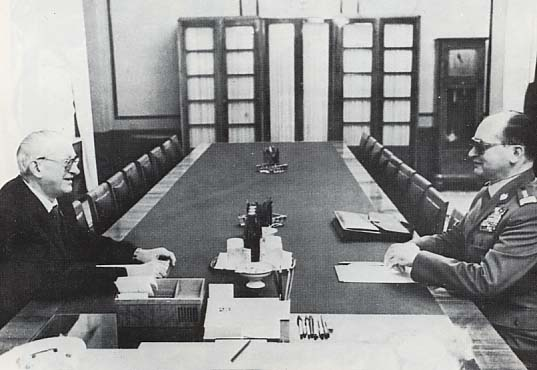
Encontro de Jaruzelski com Iúri Andropov em Moscou, 1982

Jaruzelski também afirmou em 1997 que Washington lhe deu "luz verde", afirmando que havia enviado Eugeniusz Molczyk para conversar com o vice-presidente George H. W. Bush, que havia concordado com Molczyk que a lei marcial era o menor dos dois males.  Se esta reunião com o vice-presidente americano ocorreu é contestada. Embora seja citado erroneamente, O historiador de Harvard, Mark Kramer, apontou que nenhum documento apóia a afirmação de Jaruzelski. 
Jaruzelski foi o principal responsável pela imposição da lei marcial na Polônia em 13 de dezembro de 1981, numa tentativa de esmagar os movimentos pró-democracia, que incluíam o Solidarność, o primeiro sindicato não-comunista na história do Pacto de Varsóvia . Nos anos seguintes, o seu governo e as suas forças de segurança interna censuraram, perseguiram e prenderam milhares de jornalistas e ativistas da oposição sem acusação; poucos perderam a vida nos primeiros dias da introdução da lei marcial. A crise socioeconómica aprofundou-se ainda mais do que no final da década de 1970 e o racionamento de alimentos básicos como açúcar, leite e carne, bem como de materiais como gasolina e produtos de consumo, continuou enquanto o rendimento médio da população caía tanto quanto como 10 por cento. Durante o governo de Jaruzelski, de 1981 a 1989, entre 100 mil e 300 mil pessoas deixaram o país. 

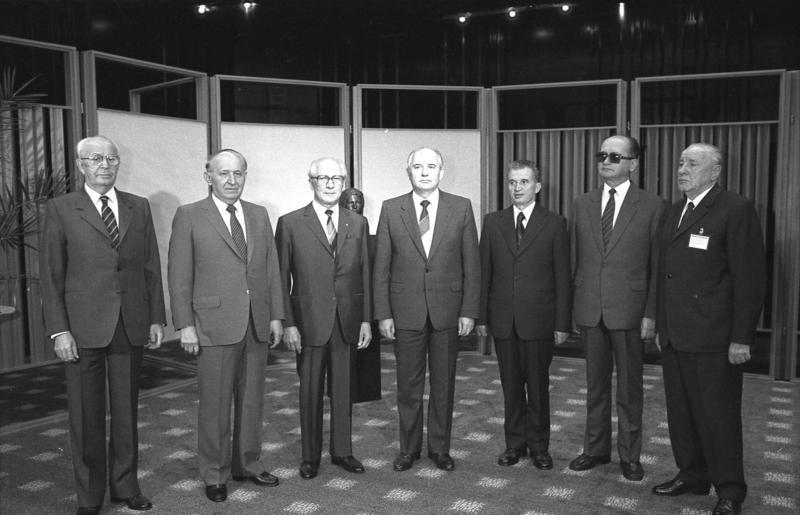
Jaruzelski (segundo à direita) com outros líderes comunistas e membros do Pacto de Varsóvia, Berlim, 1987

Evidências históricas divulgadas sob o presidente russo Boris Iéltsin indicam que a União Soviética não planejou invadir a Polônia. Na verdade, Jaruzelski tentou persuadir os soviéticos a invadir para apoiar a lei marcial, mas foi severamente rejeitado. Isto deixou o "problema" do Solidarność a ser resolvido pelo governo polaco (ver também a reação soviética à crise polaca de 1980-1981). Contudo, os planos exatos da União Soviética naquela época nunca foram determinados. Jaruzelski, no entanto, justificou a repressão alegando que a ameaça de intervenção soviética seria bastante provável se ele não tivesse lidado internamente com o Solidarność. Esta questão, bem como muitos outros factos sobre a Polônia nos anos 1945-1989, estão atualmente sob investigação de historiadores governamentais do Instytut Pamięci Narodowej (IPN), cujas publicações revelam factos dos arquivos da era comunista. Além disso, há inúmeras confirmações de oficiais do exército checo da época falando da Operação Krkonoše, um plano para uma invasão armada da Polónia, devido à qual muitas unidades do Exército Popular da Tchecoslováquia estavam estacionadas em alerta máximo, prontas para serem destacadas em poucas horas. 
Em 10 de dezembro de 1981, Iúri Andropov declarou: "Não pretendemos introduzir tropas na Polônia. Essa é a posição adequada e devemos aderir a ela até ao fim. Não sei como as coisas vão acabar na Polônia, mas mesmo que a Polônia caia sob o controlo do Solidarność, será assim que será. 
Andropov considerou fútil a ideia de intervenção estrangeira na Polônia, a sua crença era que os polacos eram uma nação de revoltas durante o século XIX e tal atmosfera enfraqueceu a retaguarda russa e levou a uma legião polaca a marchar à frente das tropas de Napoleão. 
Em 1982, Jaruzelski ajudou a reorganizar a Frente de Unidade Nacional, a organização que os comunistas usavam para gerir os seus partidos satélites, como Movimento Patriótico para o Renascimento Nacional. 
Em 1985, Jaruzelski renunciou ao cargo de primeiro-ministro e ministro da defesa e tornou-se presidente do Conselho de Estado Polaco, cargo equivalente ao de chefe de Estado da Polônia. No entanto, o seu poder centrou-se e firmemente enraizou-se no seu círculo de generais "LWP" e oficiais de patentes inferiores do Exército Comunista Polaco.  Havia planos nos círculos governamentais para conceder-lhe o posto de Marechal da Polônia, que acabou por ser abandonado em grande parte devido à sua própria atitude negativa em relação à proposta.

## Presidência

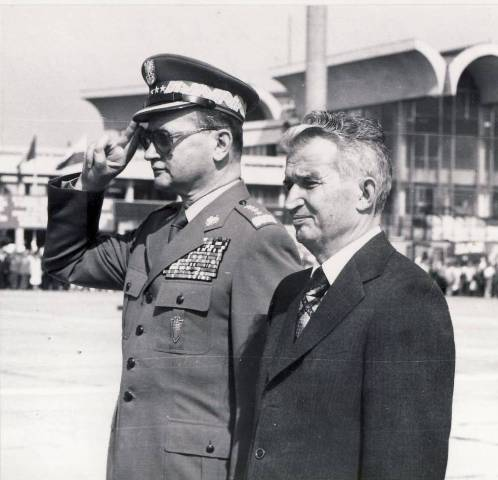
Jaruzelski com Nicolae Ceaușescu

As políticas de Mikhail Gorbatchov estimularam a reforma política na Polônia, bem como em outros países comunistas da Europa Central e Oriental. 
De 6 de fevereiro a 4 de abril de 1989, foram realizadas negociações entre 13 grupos de trabalho durante 94 sessões de mesa redonda. Estas negociações "alteraram radicalmente a forma" do governo e da sociedade polacas ", e resultaram num acordo que estabelecia que um grande grau de poder político seria dado a uma legislatura bicameral recém-criada. Também restaurou o cargo de presidente para atuar como chefe de estado e chefe do executivo. O Solidariedade também foi declarado uma organização legal. Durante as eleições parcialmente livres que se seguiram, os comunistas e os seus aliados receberam 65 por cento dos assentos no Sejm. O Solidarność conquistou todos os assentos eleitos restantes, e 99 dos 100 assentos no Senado totalmente eleito também foram conquistados por candidatos apoiados pelo Solidarność.  Em meio a uma derrota tão esmagadora, havia temores de que Jaruzelski anulasse os resultados. No entanto, ele permitiu que eles ficassem de pé.  Jaruzelski foi eleito pelo parlamento para o cargo de presidente. Ele era o único candidato.
Jaruzelski não teve sucesso em convencer Lech Wałęsa a incluir o Solidarność numa "grande coligação"  com os comunistas. Ele renunciou ao cargo de primeiro secretário do PZPR em 29 de julho de 1989.   Mieczysław Rakowski o sucedeu como líder do partido. 
Os comunistas inicialmente pretendiam dar ao Solidarność alguns cargos simbólicos no gabinete, em nome das aparências. No entanto, Wałęsa convenceu os dois partidos aliados dos comunistas, o Partido Popular Unido (ZSL) e a Aliança dos Democratas (SD), a romper a sua aliança com o PZPR.  Aceitando que teria de nomear um membro do Solidarność como primeiro-ministro, Jaruzelski pediu então a Wałęsa que selecionasse três candidatos, um dos quais pediria para formar um governo. No final das contas, Tadeusz Mazowiecki, que ajudou a organizar as negociações da mesa redonda, foi escolhido como primeiro primeiro-ministro não-comunista de um país do Bloco Oriental em quatro décadas.  Jaruzelski renunciou ao cargo de presidente em 1990.  Ele foi sucedido por Wałęsa, que venceu as eleições presidenciais de 9 de dezembro. 
Em 31 de janeiro de 1991, Jaruzelski aposentou-se do exército. 

## Após a aposentadoria

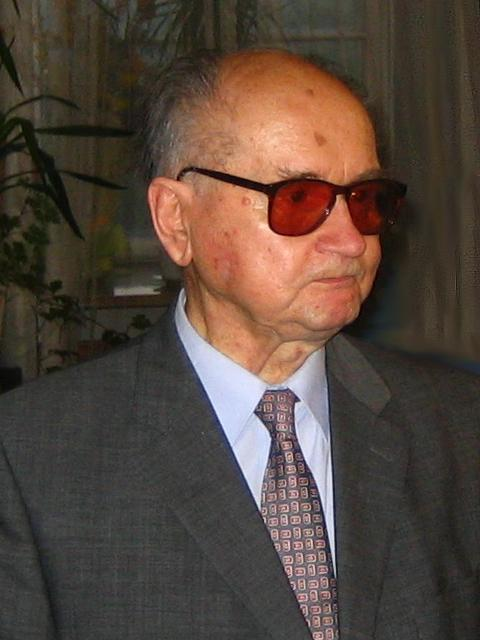
Jaruzelski em 2006

Em outubro de 1994, enquanto participava de uma atividade de venda de livros em Breslávia, Jaruzelski foi atacado com uma pedra por um aposentado do sexo masculino; sua mandíbula foi ferida, necessitando de cirurgia. O agressor, que esteve preso durante o período da lei marcial, foi condenado a dois anos de prisão e multado em 2.000.000 zloty. 
Numa entrevista em 2001, Jaruzelski disse acreditar que o comunismo falhou e que agora era um social-democrata. Ele também anunciou seu apoio ao presidente Aleksander Kwaśniewski e a Leszek Miller, mais tarde primeiro-ministro. Tanto Kwaśniewski quanto Miller eram membros da Aliança da Esquerda Democrática, o partido social-democrata que incluía a maior parte dos remanescentes do PUWP. 
Em maio de 2005, o presidente russo Vladimir Putin concedeu uma medalha comemorativa do 60º aniversário da vitória sobre a Alemanha Nazista a Jaruzelski e outros ex-líderes, incluindo o ex-rei romeno Miguel I.  O presidente checo Václav Klaus criticou esta medida, dizendo que Jaruzelski era um símbolo da invasão da Tchecoslováquia pelo Pacto de Varsóvia em 1968. Jaruzelski disse que pediu desculpas e que a decisão sobre a invasão de agosto de 1968 foi um grande “erro político e moral”. 
Em 28 de março de 2006, Jaruzelski foi premiado com a Cruz de Exilados Siberianos pelo presidente polonês Lech Kaczyński. No entanto, depois de tornar público este facto, Kaczyński disse que se tratava de um erro e culpou a sua equipa por lhe ter fornecido um documento contendo 1.293 nomes sem o notificar da inclusão de Jaruzelski. Após esta declaração, Jaruzelski devolveu a cruz.  
Em 31 de Março de 2006, o IPN acusou Jaruzelski de cometer crimes comunistas, principalmente a criação de uma organização militar criminosa com o objectivo de realizar actos criminosos - principalmente relacionados com a prisão ilegal de pessoas. Uma segunda acusação envolvia incitar os ministros de estado a cometerem actos fora da sua competência.  Jaruzelski evitou a maioria das audiências judiciais, alegando problemas de saúde. Em dezembro de 2010, Jaruzelski sofreu de pneumonia grave  e, em março de 2011, foi diagnosticado com linfoma. 

## Morte

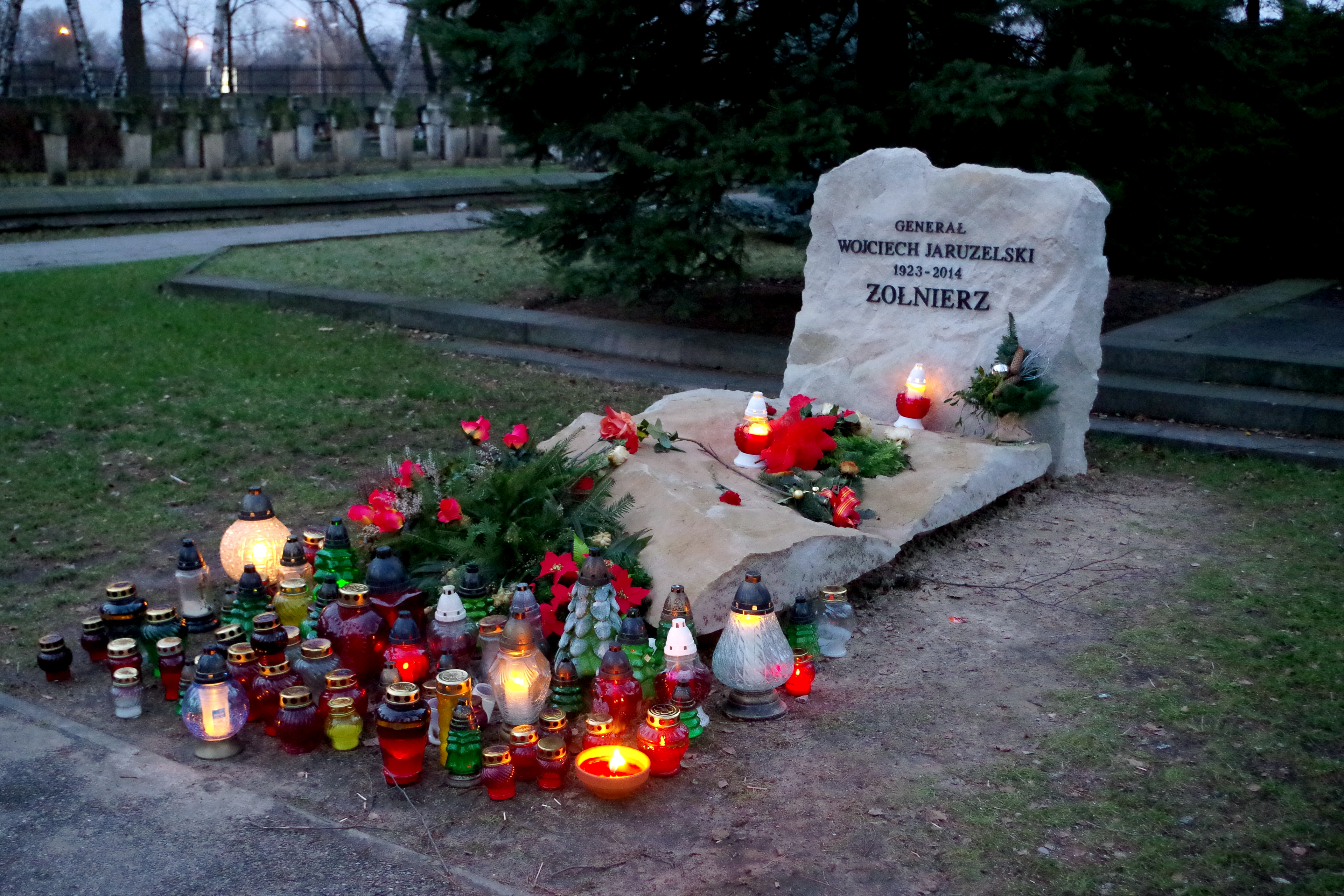
Túmulo de Jaruzelski no Cemitério Militar Powązki em Varsóvia

Jaruzelski morreu em 25 de maio de 2014 em um hospital de Varsóvia, após sofrer um derrame no início daquele mês.   Ele teria solicitado a extrema-unção a um padre católico.   O presidente Bronisław Komorowski, os ex-presidentes Lech Wałęsa e Aleksander Kwaśniewski, e centenas de outros polacos assistiram à sua missa fúnebre na Catedral de Campo do Exército Polaco, em Varsóvia, no dia 30 de maio. Wałęsa e Komorowski, que estavam entre os milhares de presos durante a repressão ao Solidarność em 1981, disseram que o julgamento contra Jaruzelski "seria deixado para Deus".   Jaruzelski foi cremado e enterrado com todas as honras militares no Cemitério Militar Powązki, em Varsóvia, perto do túmulo de Bolesław Bierut, o primeiro líder comunista da Polônia após a Segunda Guerra Mundial.  A decisão de enterrar Jaruzelski em Powązki, o local de sepultamento dos soldados polacos mortos defendendo o seu país desde o início do século XIX, causou protestos. 

## Vida pessoal

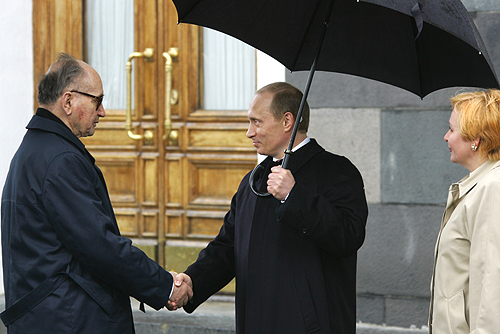
Wojciech Jaruzelski em 2005, com Vladimir Putin.

Jaruzelski casou-se com Barbara Halina Jaruzelska (1931–2017)  em 1961.  Eles tiveram uma filha, Monika, nascida em 11 de agosto de 1963. Monika tem um filho, Gustav.
Em 2014, a sua esposa Barbara ameaçou pedir o divórcio, dizendo que tinha pego a sua enfermeira Dorota numa posição comprometedora com ele.  

## Legado
A BBC informou em 2001 que "para alguns polacos - particularmente a geração do Solidarność - ele é quase um traidor". No entanto, as sondagens de opinião de 15 de Maio de 2001 sugeriam que a maioria do povo polaco estava aberta a concordar com a sua explicação de que a lei marcial foi implementada para impedir uma invasão soviética.  Os documentos disponíveis indicam que Jaruzelski realmente fez lobby pela intervenção soviética.  Em entrevistas nos meios de comunicação russos (Rossiyskaya Gazeta, por exemplo), ele foi apresentado como o arauto da democracia na Polônia. 
A escritora croata Slavenka Drakulić descreveu Jaruzelski como um "trágico crente no comunismo que fez um pacto de boa fé com o diabo". 

## Obras
- Różnić się mądrze (Diferir com Sabedoria; 1999). [72]
- "Być może to ostatnie słowo (wyjaśnienia złożone przed Sądem)" ("Pode ser a última palavra (explicações dadas no Tribunal)"; 2008). [72]

## Honras e condecorações

### Nacionais
|  | Cruz de Prata da Virtuti Militari                                                                                                |
|  | Cruz de Oficial da Ordem da Polônia Restituta                                                                                    |
|  | Cruz de Cavaleiro da Ordem da Polônia Restituta – 5 de novembro de 1948                                                          |
|  | Ordem dos Construtores da Polônia Popular                                                                                        |
|  | Ordem da Bandeira do Trabalho, 1ª classe                                                                                         |
|  | Ordem da Cruz de Grunwald, 3ª classe - 2 de setembro de 1945                                                                     |
|  | Cruz do Valor (duas vezes) – 24 de junho de 1945, 14 de janeiro de 1946                                                          |
|  | Cruz de Mérito de Prata – 20 de julho de 1945                                                                                    |
|  | Medalha de Prata "Pelo Meritório Campo de Glória" (três vezes) - 4 de fevereiro de 1945, 27 de março de 1945, 12 de maio de 1945 |
|  | Medalha “Pela Participação nas Lutas em Defesa do Poder Popular”                                                                 |
|  | Medalha do 10º Aniversário da Polônia Popular – 1954                                                                             |
|  | Medalha do 30º Aniversário da Polônia Popular – 1974                                                                             |
|  | Medalha do 40º Aniversário da Polônia Popular – 1984                                                                             |
|  | Medalha "Pelo Oder, Neisse e o Báltico"                                                                                          |
|  | Medalha "Por Varsóvia 1939-1945"                                                                                                 |
|  | Medalha "Pela Participação nas Batalhas por Berlim"                                                                              |
|  | Medalha da Vitória e Liberdade 1945                                                                                              |
|  | Medalha de Ouro das Forças Armadas ao Serviço da Pátria                                                                          |
|  | Medalha de Prata das Forças Armadas ao Serviço da Pátria                                                                         |
|  | Medalha de Bronze das Forças Armadas ao Serviço da Pátria                                                                        |
|  | Medalha de Ouro de Mérito da Defesa Nacional                                                                                     |
|  | Medalha de Prata de Mérito Defesa Nacional                                                                                       |
|  | Medalha de Bronze de Mérito da Defesa Nacional                                                                                   |
|  | Medalha da Comissão Nacional de Educação                                                                                         |
|  | Medalha Pró Memória – 2005 |
|  | Distintivo de Ouro. Janek Krasicki                                                                                               |
|  | Distintivo do Milênio do Estado Polonês                                                                                          |

### Estrangeiras
|  | Ordem de Lenin (duas vezes; União Soviética) – 1968 e 1983                                                               |
|  | Ordem da Revolução de Outubro (União Soviética) – 1973                                                                   |
|  | Ordem da Bandeira Vermelha (União Soviética) – 1978                                                                      |
|  | Ordem da Amizade dos Povos (União Soviética) – 1973                                                                      |
|  | Medalha do Jubileu "Em Comemoração ao 100.º Aniversário do Nascimento de Vladimir Ilitch Lenin" (União Soviética) – 1969 |
|  | Medalha "Pela Libertação de Varsóvia" (União Soviética) – 1945                                                           |
|  | Medalha "Pela Captura de Berlim" (União Soviética) – 1945                                                                |
|  | Medalha "pela vitória sobre a Alemanha na Grande Guerra Patriótica 1941-1945" (União Soviética) – 1945                   |
|  | Medalha Jubileu "Vinte Anos de Vitória na Grande Guerra Patriótica 1941-1945" (União Soviética) – 1965                   |
|  | Medalha Jubileu "Trinta Anos de Vitória na Grande Guerra Patriótica 1941-1945" (União Soviética) – 1975                  |
|  | Medalha Jubileu "Quarenta Anos de Vitória na Grande Guerra Patriótica 1941-1945" (União Soviética) – 1985                |
|  | Medalha Jubileu "50 Anos das Forças Armadas da URSS" (União Soviética) – 1968                                            |
|  | Medalha Jubileu "60 Anos das Forças Armadas da URSS" (União Soviética) – 1978                                            |
|  | Medalha Jubileu "70 Anos das Forças Armadas da URSS" (União Soviética) – 1988                                            |
|  | Medalha “Pelo Fortalecimento da Irmandade de Armas” (União Soviética) – 1979                                             |
|  | Comendador da Ordem da Coroa (Bélgica) – 1967                                                                            |
|  | Ordem de Georgi Dimitrov (Bulgária) – 1983                                                                               |
|  | Medalha do 30º Aniversário das Forças Armadas Búlgaras (Bulgária) – 1974                                                 |
|  | Ordem de José Martí (Cuba) – 1983                                                                                        |
|  | Colar da Ordem do Leão Branco (Tchecoslováquia) – 1978                                                                   |
|  | Ordem de Klement Gottwald (Tchecoslováquia) – 1983                                                                       |
|  | Ordem da Bandeira Vermelha (Tchecoslováquia) – 1971                                                                      |
|  | Medalha “Pelo Fortalecimento da Amizade nas Armas”, Classe Ouro (Tchecoslováquia)                                        |
|  | Grã-Cruz da Ordem Rosa Branca da Finlândia (Finlândia) – 1989                                                            |
|  | Grã-Cruz da Legião de Honra (França) – 1989                                                                              |
|  | Ordem de Karl Marx (Alemanha Oriental) – 1983                                                                            |
|  | Ordem Scharnhorst (Alemanha Oriental) – 1975                                                                             |
|  | Grã-Cruz da Ordem do Redentor (Grécia) – 1987                                                                            |
|  | Ordem da Bandeira da República da Hungria, 1ª com diamantes (Hungria) – 1983                                             |
|  | Ordem da Bandeira Vermelha (Hungria) – 1977                                                                              |
|  | Medalha do 60º Aniversário do Fim da Segunda Guerra Mundial (Israel) – 2005                                              |
|  | Cavaleiro da Grã-Cruz com Fita da Ordem do Mérito da República Italiana (Itália)– 1989                                   |
|  | Ordem de Sukhbaatar (Mongólia) – 1977                                                                                    |
|  | Ordem do Estandarte Vermelho (Mongólia) – 1983                                                                           |
|  | Ordem da Bandeira Nacional, 1ª classe (Coreia do Norte) – 1977                                                           |
|  | Grande Colar da Ordem do Infante D. Henrique (Portugal)                                                                  |
|  | Ordem da Estrela da República Popular Romena, 1ª classe (Romênia) – 1983                                                 |
|  | Medalha de Ouro "Virtutea Ostăşească" (Romênia) – 1971                                                                   |
|  | Medalha de Júkov (Rússia) – 1996                                                                                         |
|  | Medalha Jubileu "50 Anos de Vitória na Grande Guerra Patriótica 1941–1945" (Rússia) – 1995                               |
|  | Medalha Jubileu "60 Anos de Vitória na Grande Guerra Patriótica 1941–1945" (Rússia) – 2005                               |
|  | Ordem da Estrela Dourada (Vietnã) – 1983                                                                                 |